# Mimudea amitina
Mimudea amitina là một loài bướm đêm trong họ Crambidae.